# Gare de Namaze
La gare de  Namaze (生瀬駅, Namaze-eki) est une gare ferroviaire située dans la ville de Nishinomiya, dans la préfecture de Hyōgo au Japon. La gare est exploitée par la compagnie JR West, sur la ligne Fukuchiyama/Ligne JR Takarazuka. L’utilisation de la carte ICOCA est valable dans cette gare.

## Disposition des quais
La gare de  Namaze est une gare disposant de deux quais et de deux voies.

| N° de voie | Ligne           | Direction           |
| ---------- | --------------- | ------------------- |
| 1          | ▆ JR Takarazuka | Sasayamaguchi/Sanda |
| 2          | ▆ JR Takarazuka | Takarazuka/Osaka    |

## Gares/Stations adjacentes
| JR West               |                                            |                                            |                                            |                     |
| Direction Fukuchiyama | Ligne de Fukuchiyama (Ligne JR Takarazuka) | Ligne de Fukuchiyama (Ligne JR Takarazuka) | Ligne de Fukuchiyama (Ligne JR Takarazuka) | Direction Amagasaki |
| Nishinomiya-Najio     |                                            | Local 普通                                 |                                            | Takarazuka          |